# Kollányi László
Kollányi László (szül.: Kollárovits László) (Ipolyság, 1934. január 7. – Budapest, 2006. május 16.) növénynemesítő, címzetes egyetemi tanár, kandidátus.

## Élete
Az elemi iskola négy osztályának elvégzése után a balassagyarmati Balassi Bálint Gimnáziumban érettségizett 1953-ban kitűnő eredménnyel. A Kertészeti Főiskolát 1957 tavaszán végezte el jeles diplomával.
1957 tavaszán a Nyírbogdányi Állami Gazdaságban helyezkedett el, majd Porpáczy Aladár meghívására még 1957 nyarán a Fertődi Kutató Intézetbe került, ahol a málna és szedernemesítés lett a szakterülete. A letelepedés Fertődön tartósnak bizonyult, amit családalapítás követett Bucsánszky Valéria tanítónővel. Három gyermeke (László, 1963; Péter, 1965; Gábor, 1967) született. Életét a természetjárás, a komolyzene, a Magyarság eredetének amatőr kutatása tette teljessé. Ismerősei, barátai gombaszakértőként is számon tartották. Haláláig Fertődön élt és dolgozott. 2006. május 16-án hunyt el Budapesten.

## Tudományos pályája
A málnával és szederrel kapcsolatos kutatómunkát Porpáczy Aladár irányításával kezdte el. Az akkori szervezeti rendszernek megfelelően egy-egy gyümölcsfaj felelősének a nemesítés mellett a faj termesztéstechnikai, növényvédelmi stb. problémáival is foglalkoznia kellett. A nemesítéssel és honosítással kapcsolatos közleményei mellett a málna tenyészterületével, metszésével, gépi betakarításával és növényvédelmével kapcsolatos kísérleti eredményeket publikált.
1977-ben kandidátusi fokozatot szerzett a málna és szederfajok interspecifikus keresztezésével kapcsolatos témából. A kutatómunka során 7 ázsiai és 1 amerikai vad faj és az európai málna között állított elő fajhibrideket, néhány kombinációban elsőként. Az eredmények a rezisztencia nemesítésben, valamint a gyümölcs állományának a javításában hasznosultak.
Munkássága során először a honosítás útját követte a megnövekedett málna mennyiségi igények kielégítésére.
Ekkor került honosításra a fő fajtává vált Malling Exploit. A párhuzamosan folyó nemesítői munka részeredményei: a szaporításra engedélyezett nagybogyójú F. 228., a bőtermő F. 411. és a konzervipari célra kiváló F. 1229.-es fajtajelölt.
A mélyhűtés gyors térhódításával a mélyhűtésre alkalmas minőségi árut produkáló fajta került előtérbe és ehhez kapcsolódott a biztonságosabban termeszthető fajta igénye. Mindkét téren jelentős előrelépés az azóta előállított Fertődi zamatos málnafajta, amely jelenleg a fő fajta hazánkban és több külföldi országban termesztik.
A fajtaválaszték bővítését jelenleg több új fajtája és fajtajelöltje teszi lehetővé.
A szeder termesztése csak a 70-es évek végén kezdődött el hazánkban. Az első fajták honosításában és az üzemi termesztés kialakításában aktívan részt vett. A másfél évtizede indult szedernemesítési munka fő célkitűzése a fagyállóság növelése. Az első részeredményt a kiválasztott fagyállóbb klónok jelzik.
A tudományos munka mellett 1984-től 1989-ig a kutatási osztályt irányította, majd 1989-től 2000-ig az Állomás igazgatói teendőit látta el. Utolsó kutatási területe a málna rezisztencia nemesítés.
Porpáczy Aladár akadémikus irányításával részt vett az "A korszerű gyümölcstermelés elméleti kérdései" című könyv megírásában, majd szerkesztésében jelent meg a "Málna" című könyv. Társszerzőként részt vett 10 szakkönyv megírásában. Szerzőként, vagy társszerzőként 102 publikációja jelent meg. Három OMFB, kettő OTKA és tizenkettő FVM által meghirdetett K+F pályázatnak volt témafelelőse.
Az alábbi fajták, fajtajelöltek nemesítésében, illetve honosításában vett részt: F. 228., F. 411., F. 1229., F. Hungaria, Fertődi zamatos, Fertődi kétszertermő, Fertődi kármin, Fertődi aranyfürt, Fertődi Vénusz, Fertődi zenit, Malling Exploit, Willamette, Comox, Fertődi bőtermő szedermálna, Thornfree, Dirksen, Hull.
Két alkalommal- 1967-ben és 1972-ben -a Mezőgazdaság Kiváló Dolgozója, 1985-ben és 2001-ben Kiváló Munkáért miniszteri kitüntetésben részesült. 1999-ben megkapta A Magyar Köztársasági Érdemrend kiskeresztje kitüntetést és a Fleischmann Rudolf díjat, 2003-ban a címzetes egyetemi tanár címet.
Vezetőségi tagja, majd elnöke a Magyar Bogyósgyümölcs Szövetségnek.
Küldött a VEAB mezőgazdasági bizottságában.
Egy ideig vezetőségi tagja az Agrártudományi Egyesület megyei kertészeti bizottságának.
Tagja a Magyar Tudományos Akadémia Kertészeti Bizottsága Gyümölcstermesztési Albizottságának, a Magyar Kertészeti Társaságnak, és a Magyar Növénynemesítők Egyesületének.

## Kutatási területe
- Málna és szeder fajtakutatás
- Különböző Rubus fajok felhasználása a málna és a szeder nemesítésében
- Rezisztencia-nemesítés
- Üzemi telepítési rendszer és művelésmód vizsgálata, kialakítása málnánál
- Málna metszése, első sarjak eltávolítása
- Málna és szeder szaporítás-technológia korszerűsítése
- A málna és szeder hazai termőhely igényének optimalizálása, termőhely bejárások

## Szaporításra engedélyezett fajták
- F. 228.
- F. 411.
- F. 1229.
- F. Hungaria

## Minősített fajták

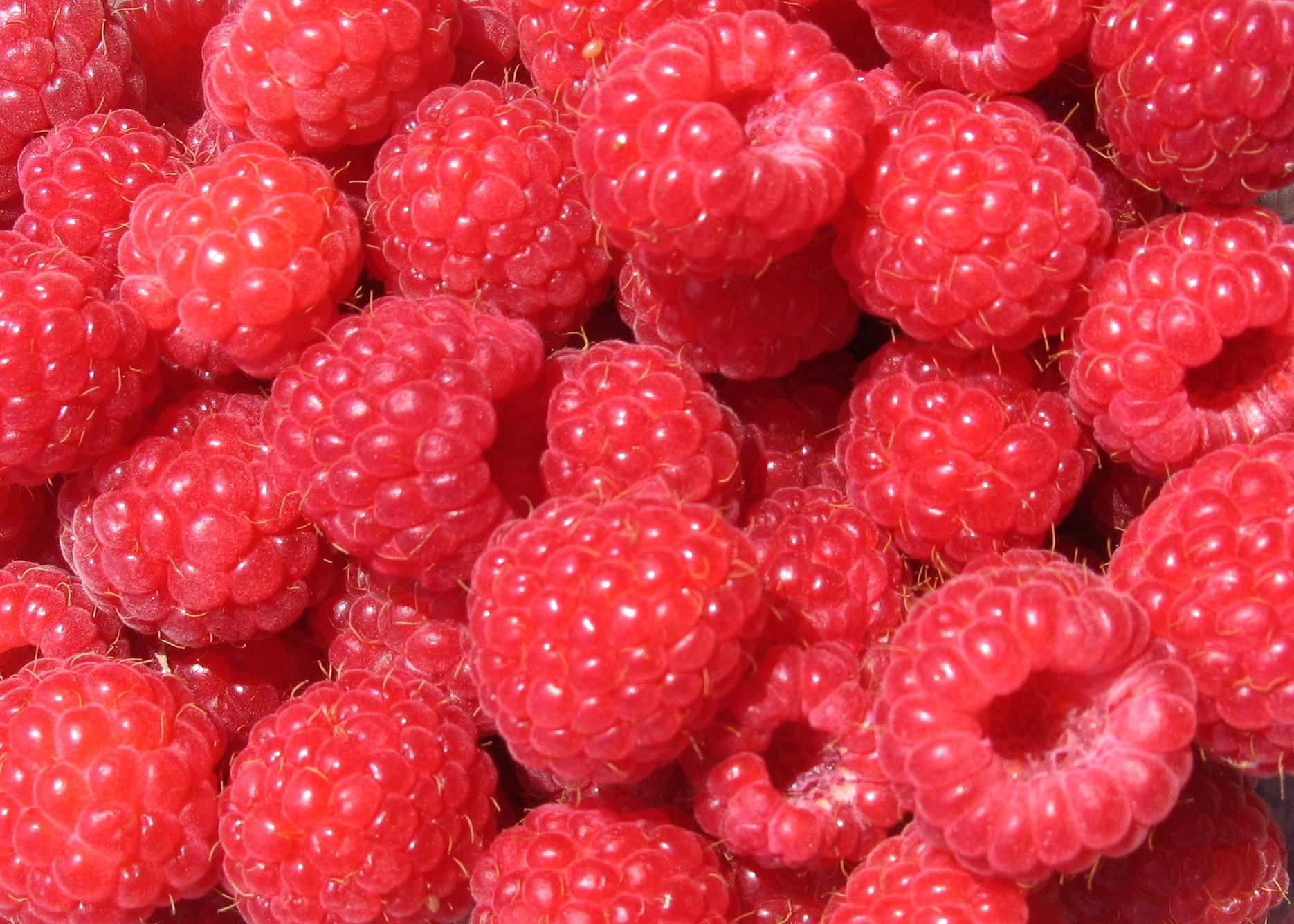
Fertődi zamatos málna

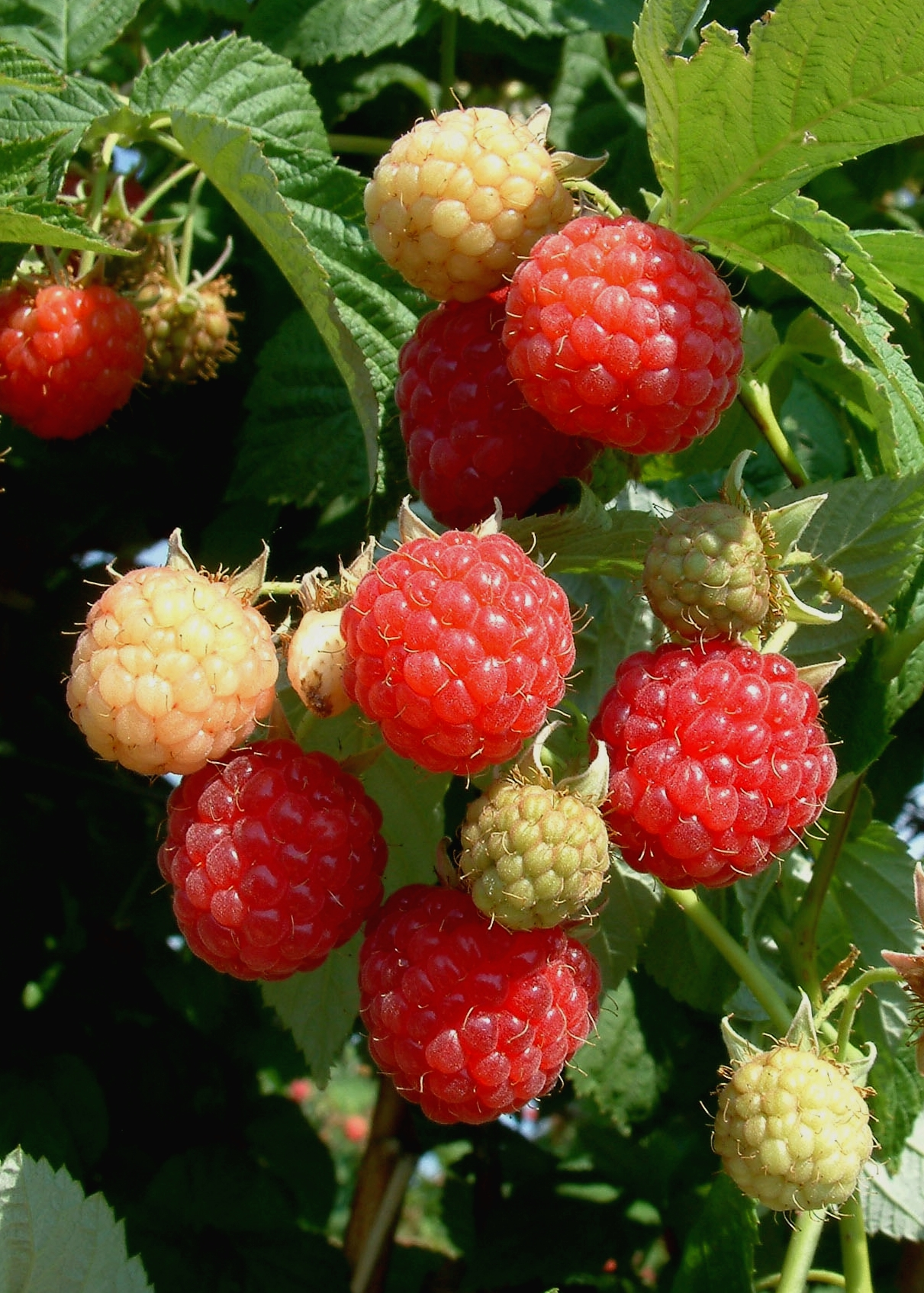
Fertődi zamatos málna

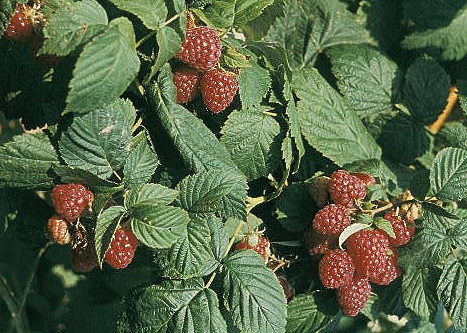
Fertődi kétszertermő málna

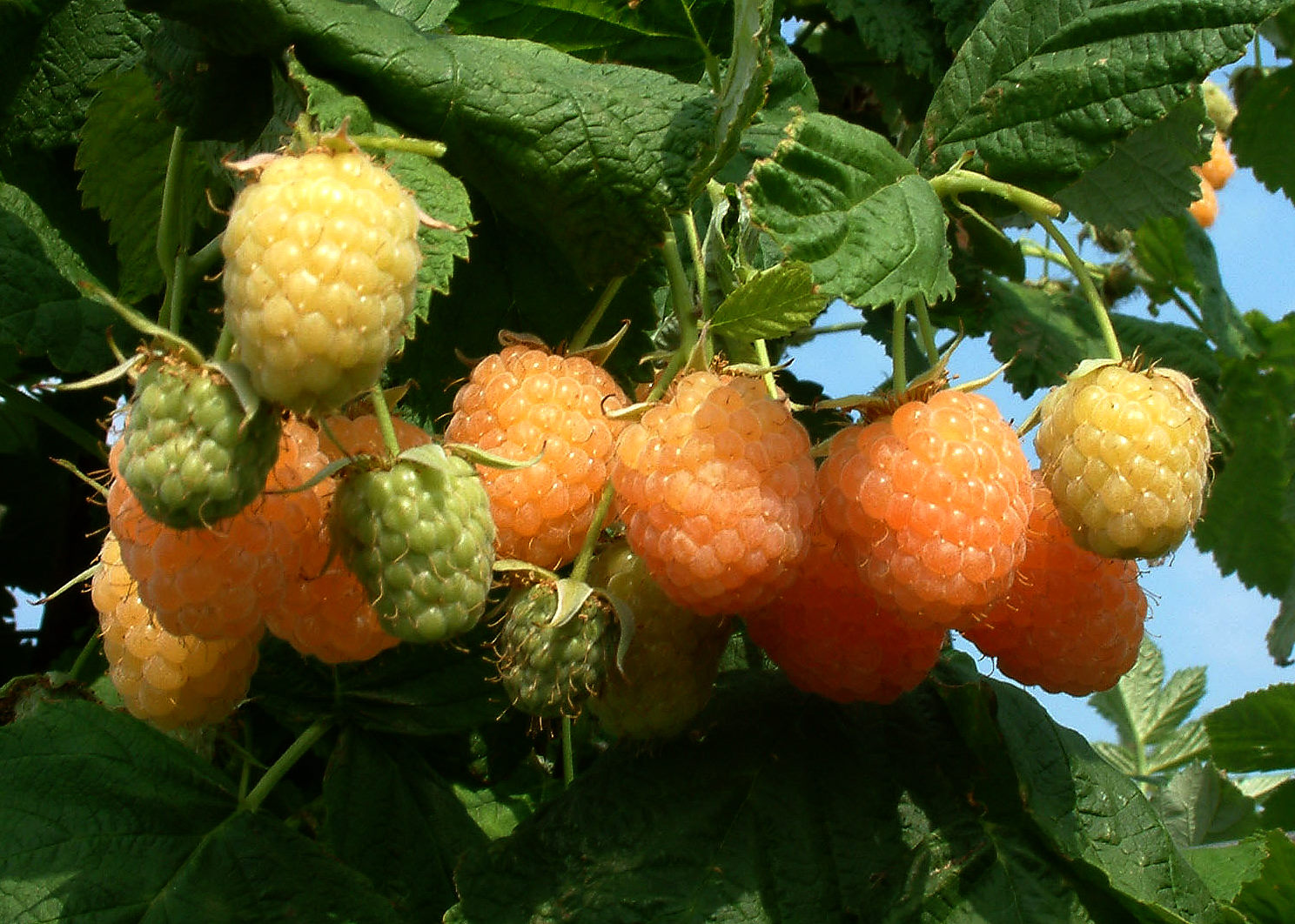
Fertődi aranyfürt málna

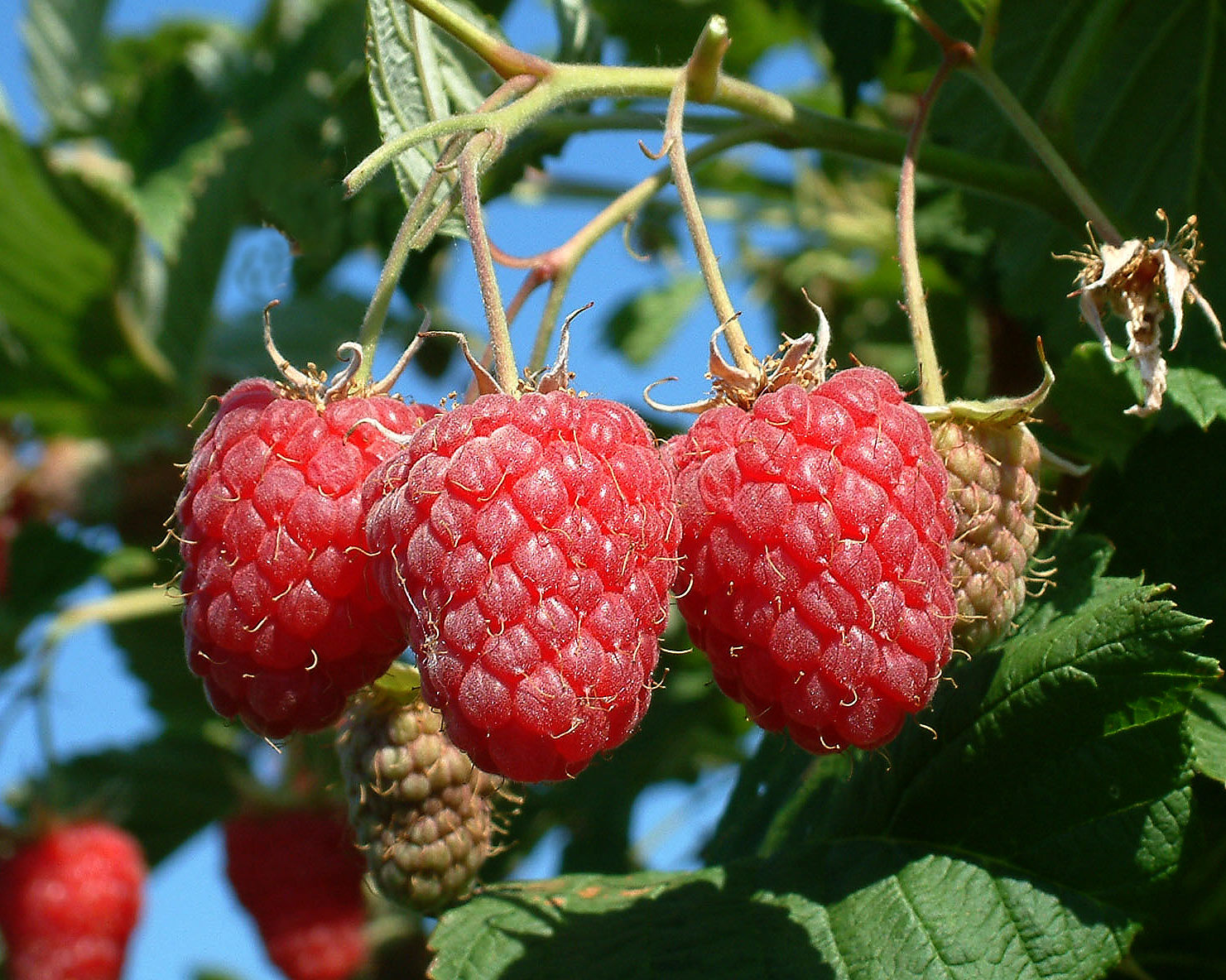
Fertődi Vénusz málna

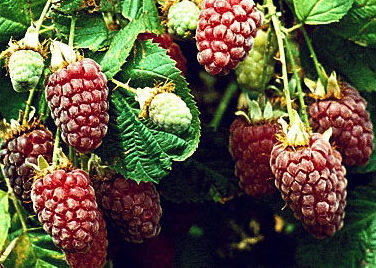
Fertődi bőtermő szedermálna

- Fertődi zamatosFertődi zamatos málnaFertődi zamatos málna
- Fertődi kétszertermőFertődi kétszertermő málna

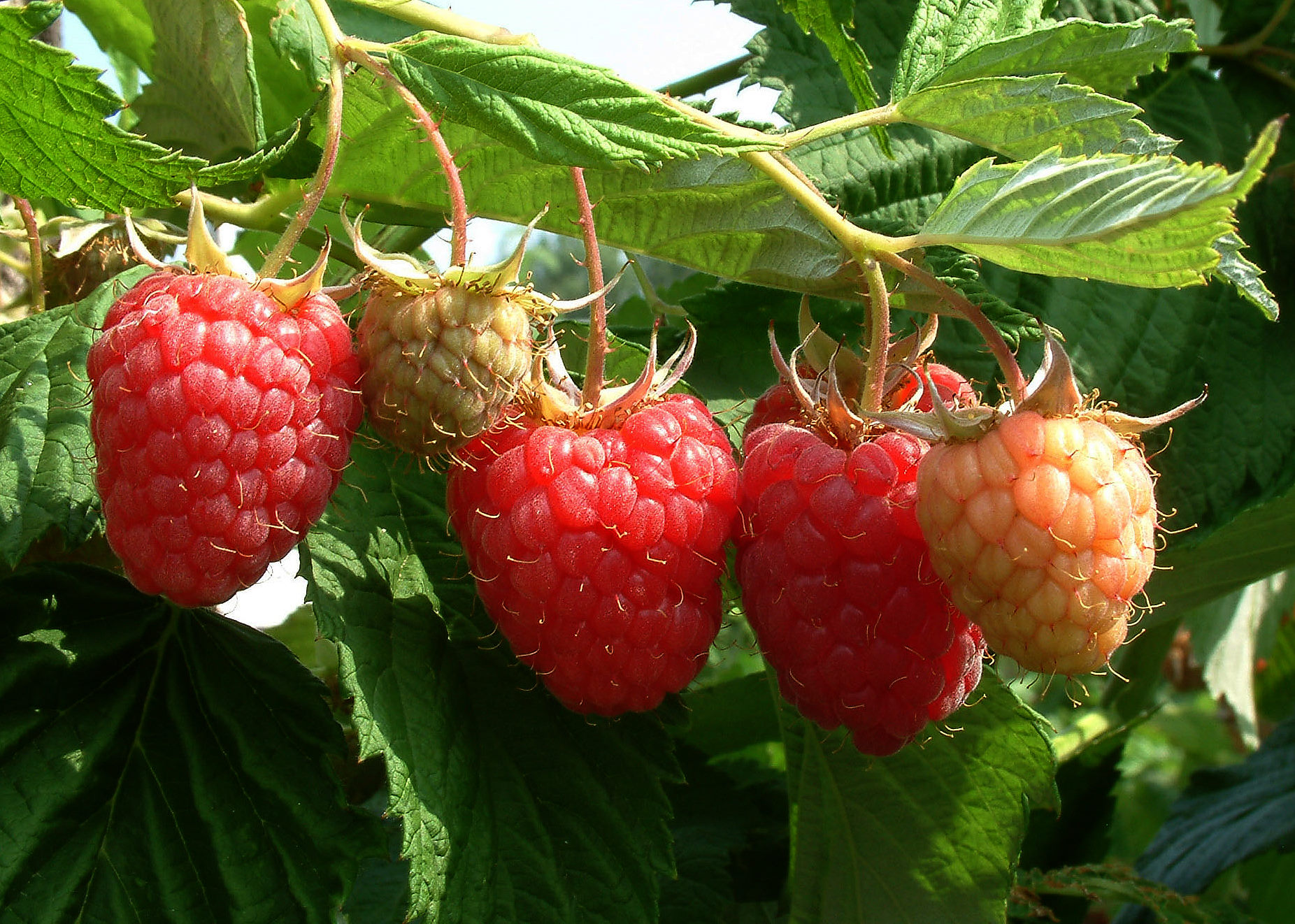
Fertődi kármin málna

- Fertődi kárminFertődi kármin málna
- Fertődi aranyfürtFertődi aranyfürt málna
- Fertődi VénuszFertődi Vénusz málna
- Fertődi zenitFertődi zenit málna

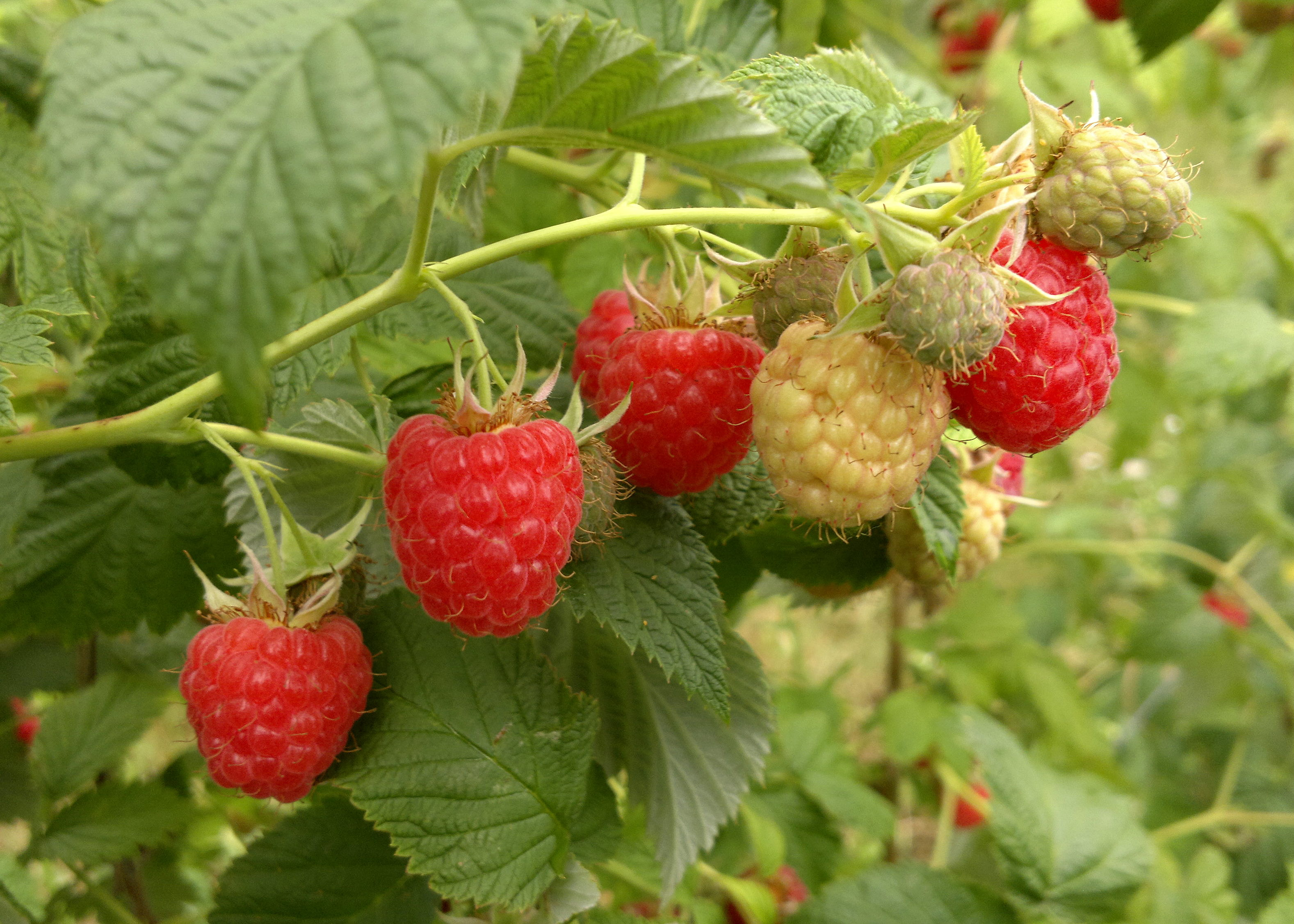
Fertődi zenit málna

- Fertődi bőtermő szedermálnaFertődi bőtermő szedermálna

## Honosított fajták

### Málna
- Malling Exploit
- Willamette
- Comox
- Zeva Herbsternte

### Szeder
- Dirksen Thornless
- Hull Thornless
- Thornfree

## Kitüntetései
- A Mezőgazdaság Kiváló Dolgozója – 1967, 1972
- Kiváló Munkáért-díj – 1985
- A Magyar Köztársasági Érdemrend kiskeresztje kitüntetés – 1999
- Fleischmann Rudolf-díj – 1999
- Címzetes egyetemi tanár – 2003

### Főbb művei
- A korszerű gyümölcstermelés elméleti kérdései, Mezőgazdasági Könyv- és Folyóiratkiadó Vállalat, 1962, Budapest, szerzők: …, Kollányi László, …
- A korszerű gyümölcstermelés elméleti kérdései. 2. átdolgozott, bővített kiadás, Mezőgazdasági Könyv- és Folyóiratkiadó Vállalat, 1964, Budapest, szerzők: …, Kollányi László, …
- Szamóca, málna, szeder, Mezőgazdasági Kiadó, 1965 Budapest, szerzők: …, Kollányi László, …
- Bogyós gyümölcsűek termesztése, Mezőgazdasági Kiadó, 1969/1973, Budapest, szerzők: …, Kollányi László, …
- A málna, a szeder és a szedermálna. In: Gyümölcsfajták virágzásbiológiája és termékenyülése, Mezőgazdasági Könyvkiadó Vállalat, 1980, Budapest, szerzők: Kollányi László, ISBN 963-231-009-8
- Szeder és szedermálna termesztése. In: A bogyósgyümölcsűek termesztése, Széchenyi Nyomda, 1983, Budapest, szerző: Kollányi László
- Málna, Mezőgazdasági Könyvkiadó Vállalat, 1990, Budapest, szerkesztette: Kollányi László, ISBN 963-234-066-3
- A málna termesztése, Mezőgazdasági Könyvkiadó Vállalat, 1990, Budapest, szerző: Kollányi László
- Málnafajták. In: Málna 34. Gazdafüzetek, Kisalföldi Vállalkozásfejlesztési Alapítvány, 1995, Budapest, szerző: Kollányi László
- Gyümölcsfajtaismeret és -használat, Mezőgazda Kiadó, 1998, Budapest, szerzők: …, Kollányi László, …, ISBN 963-9121487
- Málna, szeder, szedermálna. In: Gyümölcsfajta-ismeret és használat', Mezőgazdasági Kiadó, 1998, Budapest, szerző: Kollányi László
- Málna és szederfajták. Málna és szeder szaporítása. In: Málna, szeder, szamóca termesztése, szerző: Kollányi László
- Szamóca, málna. In: Bogyósgyümölcsűek I., Mezőgazda Kiadó, 1999, Budapest, szerző: Kollányi László, ISBN 963-286-092-6
- Szeder, ribiszke, köszméte, különleges gyümölcsök. In: Bogyósgyümölcsűek II., Mezőgazda Kiadó, 1999, Budapest, szerző: Kollányi László, ISBN 963-912-187-8, 2. kiad: Mezőgazda Kiadó, 2004., ISBN 963-286-093-4

### Tudományos közlemények
- SZILÁGYI K. – KOLLÁNYI L. (1958): Az új málnafajta E. 401. Kísérletügyi Közl. 51/c/3/: p. 79–83.
- SÁGI F. – ZATYKÓ J. – KOLLÁNYI L. – SZILÁGYI K. (1959): Adatok Fragaria-, Grossularia-, Ribes- és Rubus-fajok és fajták azonosításához, valamint kemotaxonomiájához Kis. Közl. 52/c/3/: p. 19–28.
- KOLLÁNYI L. (1963): Málnatermesztés fajtakérdéséről Kertészet és Szőlészet Tud. Tanácsadója 12./2/: p. 12.
- PORPÁCZY A. – KOLLÁNYI L. (1963): A Rubus Mohacsyanus szedermálna fajhibrid utódnemzedékének vizsgálata Fertődi Növénynemesítési és Növénytermesztési Kutató Intézet Közl. 1: p. 75–83.
- PORPÁCZY A. – KOLLÁNYI L. (1963): A Rubus phoenicolasius Max. felhasználása a málnanemesítésben Fertődi Növénynemesítési és Növénytermesztési Kutató Intézet Közl. 1: p. 93–103.
- SÁGI F. – KOLLÁNYI L. – ZATYKÓ J. (1963): Szerves savak, cukrok és fenoltermészetű anyagok öröklődésének vizsgálata bogyósgyümölcsű hibrideken Fertődi Növénynemesítési és Növénytermesztési Kutató Intézet Közl. 1: p. 105–116.
- KOLLÁNYI L. (1964): A málnasorok szétnyitásának hatása a terméshozamra Kertészet és Szőlészet Tudományos Tanácsadója 13/3/: p. 15.
- HÓDOSI S. – TÓTH GY. – KOLLÁNYI L. (1964): A málnavesszőszúnyog megjelenése hazánkban Kertészet és Szőlészet 2. p. 20–21.
- KOLLÁNYI L. (1965): A málnafajták Didymella fogékonysága és néhány vad faj felhasználása a rezisztencianemesítésben Fertődi Növénynemesítési és Növénytermesztési Kutató Intézet Közl. 2: p. 39–48.
- KOLLÁNYI L. (1967): Szedési teljesítmények a málnatermesztésben Kertészet és Szőlészet Tudományos Tanácsadója 16/5/: p. 9.
- ZATYKÓ J. – SIMON I. – KOLLÁNYI L. (1967): A kolhicin poliploidizáló hatásának növelése gibberellinsavval Növénytermelés, 16/1/: p. 69–72.
- KOLLÁNYI L. (1968): Telepítési rendszerek és művelésmódok összehasonlító értékelése a Malling Promise és F. 401-es málnafajtáknál Szőlő- és Gyümölcstermesztés 4: p. 145–156.
- KOLLÁNYI L. (1969): Vizsgálatok a gépi betakarításra alkalmas málnafajták kiválasztására Fertődi Növénynemesítési és Növénytermesztési Kutató Intézet Közl. 4: p. 59–70.
- KOLLÁNYI L. (1970): A gyümölcsnagyság növelésének lehetősége poliploidizáció útján a málnanemesítésben Agrártud. Közl. 29: p. 465–474.
- KOLLÁNYI L. – SÁGI F. (1972): Málnafajták színének és színanyagtartalmának alakulása az érés során Kertészeti Kutató Intézet Közl. 6: p. 14–30
- SÁGI F. – KOLLÁNYI L. – SIMON I. (1974): 'Changes in the colour and anthocyanin content of raspberry fruit during ripening Acta Alimentaria 3/4/: p. 397–405.
- KOLLÁNYI L. (1974): Új szedermálna hibridek előállítása és értékelése' Gyümölcstermeszés 1: p. 129–142.
- KOLLÁNYI L. (1974): Use of some Rubus species in raspberry breeding Proc. XIX. Internat. Hort. Cong. Warsawa, 1A: p. 357.
- KOLLÁNYI L. (1975): Metszési kísérlet málnánál Kertészeti Kutató Intézet Közl. 5: p. 23–39
- KOLLÁNYI L. (1975): Málnavesszők visszametszése Kutatási eredmények 73 sz. MÉM Információs Központ, Bp.
- KOLLÁNYI L. (1976): A fajhibridizáció lehetősége a málna és a szedermálna nemesítésében Kandidátusi értekezés, Budapest, p. 198
- SÜLE S. – KOLLÁNYI L. (1977): Biológiaia védekezés a málna agrobaktériumos gyökérgolyvája ellen Növényvédelem, 13/6/: p. 241–244.
- KOLLÁNYI L. – PORPÁCZY A. – ACHMET S. – SZILÁGYI K. (1977): Nagy biológiai értékű bogyósgyümölcs szaporítóanyag előállítása Kutatási eredmények 118. sz. MÉM Információs Központ, Bp.
- KOLLÁNYI L. (1978): Újabb eredmények a málna termesztésénél Újabb Kutatási Eredmények a Gyümölcstermesztésben. GYDKI kiadványa p. 17–22.
- ACHMET S. – KOLLÁNYI L. – PORPÁCZY A. – SZILÁGYI K. (1979): Szisztema szozdania bezvirusznovo materiala jagodnüh kultur Vengrii Proc. 2 nd. Internat. Symp. on Smal Fruit Virus Dis., Budapest.
- ACHMET S. – KOLLÁNYI L. – PORPÁCZY A. – SZILÁGYI K. (1979): Procedures for the production of virus-free stocks of small fruits in Hungary Acta Hort. 95: p. 83–85.
- KOLLÁNYI L. (1981): A málna terméseredményét meghatározó fontosabb tényezők' Újabb Kutatási Eredmények a Gyümölcstermesztésben 9: p. 3–7.
- JENSER G. – HEGAB A. – KOLLÁNYI L. (1981): Vectors of Rubus stant in Hungary Proc. 9th. Conf. Csech. Plant. Vir. p. 73–73.
- ACHMET S. – JENSER G. – KOLLÁNYI L. – HEGAB A. (1982): A málnatörpülés-mikoplazma magyarországi előfordulása Kertgazdaság 14/1/: p. 21–26.
- KOLLÁNYI L. (1983): A feketemálna felhasználása a piros gyümölcsű málna nemesítésében Kertgazdaság 15/2/ : p. 21–26.
- KOLLÁNYI L. (1983): A málna fajtahasználat tendenciái Gyümölcsinfo 4. sz.
- KOLLÁNYI L. – GYÖRGY KÁROLYNÉ – BAKCSA F. (1984): Málnafajták és hibridek Botrytis cinerea-fogékonyságának értékelése levélteszttel Kertgazdaság 16/2/: p. 39–46.
- KOLLÁNYI L. (1985): A fajtakérdés helyzete és szerepe a szedertermesztésben Kertgazdaság 17/3/: p. 13–19.
- KOLLÁNYI L. (1985): Responses of red raspberry cultivars and selections to Botrytis cinerea infection of canes Acta Hort. 138: p. 143–150.
- SIMON I. – KOLLÁNYI L. – BENEDEK L. (1986): A virágrügyek kialakulása különböző korú málnaültetvényekben Kertgazdaság 18/3/. p. 79–83.
- KOLLÁNYI L. – BAKCSA F. (1987): A málnavesszők Botrytis cinerea fogékonyságának vizsgálata néhány málnafajtánál és hibridnél Kertgazdaság 19/1/: p. 43–48.
- KOLLÁNYI L. (1987): A Fertődi zamatos málnafajta Kertgazdaság 19/4/: p. 55–58.
- KOLLÁNYI L. (1988): Effect of the extent and timing of pruning on the yield of raspberries and on the mass of the berries Acta Agronomica Hung. 37/3-4/: p. 227–231.
- ANDOR D. – KOLLÁNYI L. (1988): Erfahrungen aus den Versuchen mi der "Jonas" Himbeerernte – machine in Ungarn 1987 Erwerbsobstbau 30/40: p. 110–112.
- KOLLÁNYI L. (1989): A málna fajtaválaszték helyzete és korszerűsítés lehetőségei Kertgazdaság 21/4/: p. 60–4.
- KOLLÁNYI L. (1992): A rezisztencia-nemesítés eredményei málnánál VEAB Értesítő, Veszprém, 1993.
- KOLLÁNYI L. – ZATYKÓ J. (1994): Steril szövettenyésztési eljárások alkalmazása szedermálna-fajták előállítása érdekében Növénynemesítési Tudományos Napok '93 MTA, Budapest, 29.
- KOLLÁNYI L. (1995): A Rubus parvifolius L. faj felhasználásával előállított fajhibridek néhány sajátossága Növénynemesítési Tudományos Napok '94 MTA, Budapest, 31.
- KOLLÁNYI L. (1995): A málnavessző károsítói Növényvédelmi Tanácsok 4/3/: p. 28–29.
- KOLLÁNYI L. (1995): Új málna- és szederfajták értékelése Országos Konferencia Berecki Máté emlékezetére. Konferencia anyagai, Budapest.
- HARMAT L. – KOLLÁNYI L. – PORPÁCZY A. – SZILÁGYI K. (1996): Breeding of small fruits in Hungary Hungarian Agric. Research. 5/2/: p. 18–23.
- KOLLÁNYI L. (1997): A termőhely és a fajta megválasztása málnaültetvények telepítésekor Új Kertgazdaság 3/2/: p. 68–70.
- KOLLÁNYI L. (1998): A bogyósgyümölcsűek minőségi termesztésében a környezeti feltételek és a fajta szerepe "Agro 21" füzetek 25/87–93.
- KOLLÁNYI L. (1998): A termesztett bodza növényvédelme' Növényvédelmi Tanácsok 7: p. 20–22.
- KOLLÁNYI L. (1998): Szeder és málnavesszők fagyállóságának a vizsgálata Lippay J. – Vas K. Tudományos Ülésszak Közleményei, Budapest, 196–197.
- KOLLÁNYI L. (2002): A málna érésmenete és a termőhajtások struktúrája közötti összefüggés Fertődi Gyümölcstermesztési Kutató-Fejlesztő Intézet Kht. Közleményei No. 2002/1, Sarród, 5–16.
- KOLLÁNYI L. – KOLLÁNYI G. (2003): Ültetési anyag előállítása málnasarjnevelő anyatelepen Fertődi Gyümölcstermesztési Kutató-Fejlesztő Intézet Kht. Közleményei No. 2003/1, Sarród, 35–62.
- KOLLÁNYI L. (2004): A málna-karcsúdíszbogárral (Agrilus aurichalceus Redt.) kapcsolatos vizsgálatok Fertődi Gyümölcstermesztési Kutató-Fejlesztő Intézet Kht. Közleményei No. 2004/1, Sarród, 21–30.
- KOLLÁNYI G. – KOLLÁNYI L. – HAJDÚ B. (2004): Málnavesszők mélynyugalmi állapota és hidegigénye Fertődi Gyümölcstermesztési Kutató-Fejlesztő Intézet Kht. Közleményei No. 2004/1, Sarród, 31–40.
- KOLLÁNYI L. – KOLLÁNYI G. – HAJDÚ B. (2007): A málnasarjak növejedésének és nyugalmi állapotának kapcsolata a csúcsdominenciával Fertődi Gyümölcstermesztési Kutató-Fejlesztő Intézet Kht. Közleményei No. 2007/1, Sarród, 17–30.

### Népszerűsítő cikkek
- KOLLÁNYI L. (1958): Bogyósgyümölcsűek telepítése, termesztése F.M. Termelési Útmutató 3. p. 9–11.
- KOLLÁNYI L. (1961): Málnatermesztésünk és málnanemesítésünk korszerű feladatai Élet és Tudomány Tud. Kalendárium 339–341.
- HUBNER R. – KOLLÁNYI L. – KOLLÁR G. – MERÉNYI K. (1967): Málnatermesztés és feldolgozás Országos Bogyósgyümölcs Tanácskozás, Vác, 23.
- KOLLÁNYI L. – TÖRÖK L. (1968): Gyomirtó szerek málnaültetvényben Kertészet és Szőlészet, 12. 329.
- KOLLÁNYI L. (1972): A málna metszése Kertészet és Szőlészet, 11. 5.
- KOLLÁNYI L. – MERÉNYI K. – PORPÁCZY A. – SASS B. – SZILÁGYI K. (1972): Bogyósgyümölcs telepítési tanácsadó, Kertészeti Kutató Intézet Kiadványa 24.
- KOLLÁNYI L. (1974): A málna termesztéstechnológiája Zalai bogyósprogram 1974. /Szerk.:Kapuszta J./, Zala megyei Tanács V.B. és MAE kiadványa.
- KOLLÁNYI L. (1975): Málna termesztés-technológiája Országos tanácskozás és bemutató a bogyósgyümölcsűek termesztéséről /Szerk.: Pekó J:/, MÉM kiadvány 52.
- KOLLÁNYI L. (1975): Mi okozza a málnások korai leromlását? Kertészet és Szőlészet 28. p. 4.
- KOLLÁNYI L. (1975): Fajta és szaporítóanyag a málna termesztésében Kertészet és Szőlészet, 39. p. 4.
- KOLLÁNYI L. (1975): Szeder és szedermálna Kertészet és Szőlészet, 47. p. 12.
- KOLLÁNYI L. (1979): Szeder és szedermálna termesztése Szabad Föld 35. /47/.
- KOLLÁNYI L. (1981): Útmutató a málna és a szeder házikerti termesztéséhez In: A bogyósgyümölcsűek integrált és házikerti termesztése. /szerk.: Kapuszta J./, Zala megyei Tanács kiadványa, Zalaegerszeg, p. 32.
- KOLLÁNYI L. (1982): A málna termesztése háztájiban Kertgazdaság 14/1/: p. 15–20.
- KOLLÁNYI L. (1982): Szeder, szedermálna In: Bogyósgyümölcsűek termesztése a kisgazdaságokban. MESZÖV, Győr, p. 1–59.
- KOLLÁNYI L. – BAKCSA F. (1984): Atka a szeder gyümölcsén Kertészet és Szőlészet 33/48/: p. 8.
- KOLLÁNYI L. (1986): Választék és korszerűség Kertészet és Szőlészet 35/7/: p. 4.
- KOLLÁNYI L. (1986): Bogyósgyümölcsűek házikertben In: Kisalföld Kalendárium 1987.: p. 31–32.
- KOLLÁNYI L. (1987): Málnát a kertbe Kertészet és Szőlészet 36/12/: p. 4.
- KOLLÁNYI L. (1989): Málna fajtaválaszték Kertészet és Szőlészet 38/26/: p. 6–7.
- KOLLÁNYI L. (1990): Az első málnasarjak eltávolítása Kertészet és Szőlészet 15 p. 10.
- KOLLÁNYI L. (1991): Málnaszeder Kertészet és Szőlészet 46. p. 21–22.
- KOLLÁNYI L. (1991): Tüskétlen szeder – amerikai fajták Kertészet és Szőlészet 34. p. 8–9.
- KOLLÁNYI L. (1995): A málnavessző betegségei Kertészet és Szőlészet 24. p. 20–21.
- KOLLÁNYI L. (1996): Málna klorózis Kertészet és Szőlészet 9: p. 4.
- KOLLÁNYI L. (1996): A jó termőhely fél siker Kertészet és Szőlészet 8: p. 8–9.
- KOLLÁNYI L. (1998): Bogyósgyümölcs-kutatás Fertődön Pannon Agrárkamara 7. p. 16.
- KOLLÁNYI L. (1998): Fertődi Gyümölcstermesztési Kutató Intézet Az agrárkutatás intézményei. Magyar Mezőgazdaság 53/46/: p. 16–21.
- KOLLÁNYI L. (1998): Keresett gyümölcs a bodza Pannon Agrárkamara 10. p. 18–19.

### Egyéb
- Rezisztens málnafajták, Biokultúra, XIII. évfolyam 4. szám (július-augusztus), ISSN 0865-5189
- Bogyós gyümölcsűek termesztése a kisgazdaságokban, Általános Fogyasztási és Értékesítő Szövetkezetek Győr-Sopron megyei Szövetsége, 1982 Győr, szerzők: …, Dr. Kollányi László, …, ISBN 963-02-2280-9
- Kollányi László és a Fertődi málnafajták, Kertészet és Szőlészet, 2006. augusztus 10., 55. évf. 32. szám 12–14. o.